# Mitsuru Kōno
Mitsuru Kōno (jap. 河野 満, Kōno Mitsuru; * 13. August 1946) ist ein ehemaliger Tischtennisspieler aus Japan. Er wurde 1977 Weltmeister im Einzel.

## Erfolge in Asien
Kōno gewann von 1975 bis 1977 dreimal hintereinander die japanische Staatsmeisterschaft. Zwischen 1967 und 1976 nahm er sechsmal an den Meisterschaften von Asien teil. Hier gewann er 1978 im Einzel- und im Doppelwettbewerb, wo er noch 1972, 1976 und 1978 siegte.

## Weltmeisterschaften
Von 1967 bis 1977 war Kōno auf sechs Weltmeisterschaften vertreten. 
- 1967 in Stockholm wurde er Vizeweltmeister im Einzel hinter Nobuhiko Hasegawa und gewann Gold mit der japanischen Mannschaft.
- In München 1969 war er Mitglied der japanischen Mannschaft, die die Goldmedaille durch eine 5:3-Sieg gegen Deutschland gewann. Dabei fügte er dem deutschen Spitzenspieler Eberhard Schöler die einzige Niederlage in den Mannschaftskämpfen zu. Im Mixed gewann er mit Saeko Hirota die Silbermedaille.
- In Nagoya 1971 unterlag die japanische Mannschaft mit Kōno gegen die erstmals wieder teilnehmenden Chinesen um Zhuang Zedong und Li Furong und gewann Silber.
- 1973 in Sarajewo belegte er mit dem Team den 3. Platz
- In Kalkutta 1975 gewann er hinter István Jónyer und Antun Stipančić die Bronzemedaille im Einzelwettbewerb.
- Seinen größten Erfolg erzielte er 1977 in Birmingham, als er im Endspiel den Chinesen Guo Yuehua besiegte und dadurch Weltmeister wurde.

Im November 1977 erklärte Kōno seinen Rücktritt vom Wettkampfsport.

## Turnierergebnisse
| Verband | Veranstaltung           | Jahr | Ort        | Land | Einzel        | Doppel        | Mixed         | Team |
| ------- | ----------------------- | ---- | ---------- | ---- | ------------- | ------------- | ------------- | ---- |
| JPN     | Asienmeisterschaft ATTU | 1976 | Pyongyang  | PRK  | letzte 16     | Gold          |               | 2    |
| JPN     | Asienmeisterschaft ATTU | 1974 | Yokohama   | JPN  | Halbfinale    | Gold          | Gold          | 2    |
| JPN     | Asienmeisterschaft ATTU | 1972 | Peking     | CHN  | Viertelfinale | Gold          | Silber        | 1    |
| JPN     | Asienmeisterschaft TTFA | 1970 | Nagoya     | JPN  | Viertelfinale | Halbfinale    |               | 1    |
| JPN     | Asienmeisterschaft TTFA | 1968 | Jakarta    | INA  | Gold          | Silber        | Gold          | 1    |
| JPN     | Asienmeisterschaft TTFA | 1967 | Singapur   | SIN  | Silber        | Gold          |               | 1    |
| JPN     | Asienspiele             | 1974 | Teheran    | IRI  | Silber        | Gold          | Halbfinale    | 2    |
| JPN     | Weltmeisterschaft       | 1977 | Birmingham | ENG  | Gold          | letzte 16     | Viertelfinale | 2    |
| JPN     | Weltmeisterschaft       | 1975 | Calcutta   | IND  | Halbfinale    | letzte 32     | letzte 32     | 6    |
| JPN     | Weltmeisterschaft       | 1973 | Sarajevo   | YUG  | letzte 16     | letzte 16     | Viertelfinale | 3    |
| JPN     | Weltmeisterschaft       | 1971 | Nagoya     | JPN  | letzte 16     | Viertelfinale | Viertelfinale | 2    |
| JPN     | Weltmeisterschaft       | 1969 | München    | FRG  | letzte 32     | Halbfinale    | Silber        | 1    |
| JPN     | Weltmeisterschaft       | 1967 | Stockholm  | SWE  | Silber        | Halbfinale    | letzte 16     | 1    |